# Mal-Mo-E: The Secret Mission
Mal-Mo-E: The Secret Mission ist ein Historienfilm der südkoreanischen Drehbuchautorin und Regisseurin Eom Yu-na aus dem Jahr 2019. Der Film basiert auf historischen Begebenheiten, die sich im von Japan besetzten Korea in den 1930er und 1940er Jahren zugetragen haben. Der Begriff Mal-Mo-E (말모이) kommt aus einem älteren koreanischen Dialekt und bedeutet etwa Wörter sammeln.

## Handlung
Im japanisch besetzten Korea im Jahr 1941 zur Zeit des Zweiten Weltkriegs ist die koreanische Sprache als Unterrichtssprache verboten. Die Sprache wird zunehmend unterdrückt. Ryu Jeong-hwan von der Gesellschaft der koreanischen Schrift (한글 학회 Hangeul Hakhoe) möchte ein allumfassendes Wörterbuch erstellen, um die koreanische Sprache zu erhalten. Der kleinkriminelle Kim Pan-su trifft zufällig auf die Gruppe und erkennt dabei, wie wichtig der Erhalt der Sprache für Koreas Unabhängigkeit ist.

## Rezeption
Mal-Mo-E kam am 9. Januar 2019 in die südkoreanischen Kinos und erreichte insgesamt knapp 2,9 Millionen Besucher.
Yoon Min-sik von der Korea Herald bezeichnete den Film als einen der besten des Jahrzehnts.